# Volta a Alemanya 2024
La Volta a Alemanya 2024, 38a edició de la Volta a Alemanya, es disputà entre el 21 i el 25 d'agost de 2024 sobre un recorregut de 747,6 km repartits en cinc etapes. La cursa formava part del calendari de l'UCI ProSeries 2024, amb una categoria 2.Pro.
El vencedor final fou el danès Mads Pedersen (Lidl-Trek). Danny van Poppel (Red Bull-Bora-Hansgrohe) i Tobias Johannessen (Uno-X Mobility) completaren el podi.

## Equips
L'organització convidà a prendre part en la cursa a vint equips: dotze UCI WorldTeams, cinc ProTeams, dos equips continentals i una selecció nacional:
| WorldTeams (12)- Alpecin-Deceuninck - Astana Qazaqstan Team - Bahrain Victorious - Red Bull-Bora-Hansgrohe - EF Education-EasyPost - Ineos Grenadiers - Intermarché-Wanty - Lidl-Trek - Movistar Team - Soudal Quick-Step - Team dsm-firmenich PostNL - Team Visma \| Lease a Bike ProTeams (5)- Caja Rural-Seguros RGA - Q36.5 Pro Cycling Team - TotalEnergies - Tudor Pro Cycling Team - Uno-X Mobility Equips continentals (2)- Bike Aid - Lotto-Kern Haus PSD Bank Equip nacional- Alemanya |
| |

## Etapes
| Etapa    | Data      | Ciutats d'etapa                           | type                      | Distància (km) | Vencedor de l'etapa | Líder de la general |
| -------- | --------- | ----------------------------------------- | ------------------------- | -------------- | ------------------- | ------------------- |
| Pròleg   | 21 de ago | Schweinfurt – Schweinfurt                 | contrarellotge individual | 2,9            | Jonathan Milan      | Jonathan Milan      |
| 1a etapa | 22 de ago | Schweinfurt – Heilbronn                   | etapa plana               | 176,3          | Jonathan Milan      | Jonathan Milan      |
| 2a etapa | 23 de ago | Heilbronn – Schwäbisch Gmünd              | etapa accidentada         | 174,6          | Mads Pedersen       | Mads Pedersen       |
| 3a etapa | 24 de ago | Schwäbisch Gmünd – Villingen-Schwenningen | etapa accidentada         | 211,1          | Jonathan Milan      | Mads Pedersen       |
| 4a etapa | 25 de ago | Annweiler am Trifels – Saarbrücken        | etapa accidentada         | 182,7          | Mads Pedersen       | Mads Pedersen       |

### Pròleg
| \| Classificació de l'etapa \| Classificació de l'etapa \| Classificació de l'etapa \| Classificació de l'etapa \| Classificació de l'etapa \| \| Corredor \| Corredor \| Equip \| Temps \| \| \| ------------------------ \| ------------------------ \| ------------------------ \| ------------------------ \| ------------------------ \| \| 1r \| Jonathan Milan \| Lidl-Trek \| 3' 16" \| \| \| 2n \| Mads Pedersen \| Lidl-Trek \| + 1" \| \| \| 3r \| Maikel Zijlaard \| Tudor Pro Cycling Team \| + 2" \| \| \| 4t \| Ethan Hayter \| Ineos Grenadiers \| + 3" \| \| \| 5è \| Stefan Bissegger \| EF Education-EasyPost \| + 3" \| \| \| 6è \| Danny van Poppel \| Red Bull-Bora-Hansgrohe \| + 5" \| \| \| 7è \| Jannik Steimle \| Q36.5 Pro Cycling Team \| + 5" \| \| \| 8è \| Marco Haller \| Red Bull-Bora-Hansgrohe \| + 5" \| \| \| 9è \| Jordi Meeus \| Red Bull-Bora-Hansgrohe \| + 6" \| \| \| 10è \| Fabio Christen \| Q36.5 Pro Cycling Team \| + 6" \| \| |                  |                         |        |
| |                  |                         |        |
| Font: ProCyclingStats |                  |                         |        |
| Classificació de l'etapa |                  |                         |        |
| Corredor | Corredor         | Equip                   | Temps  |
| 1r | Jonathan Milan   | Lidl-Trek               | 3' 16" |
| 2n | Mads Pedersen    | Lidl-Trek               | + 1"   |
| 3r | Maikel Zijlaard  | Tudor Pro Cycling Team  | + 2"   |
| 4t | Ethan Hayter     | Ineos Grenadiers        | + 3"   |
| 5è | Stefan Bissegger | EF Education-EasyPost   | + 3"   |
| 6è | Danny van Poppel | Red Bull-Bora-Hansgrohe | + 5"   |
| 7è | Jannik Steimle   | Q36.5 Pro Cycling Team  | + 5"   |
| 8è | Marco Haller     | Red Bull-Bora-Hansgrohe | + 5"   |
| 9è | Jordi Meeus      | Red Bull-Bora-Hansgrohe | + 6"   |
| 10è | Fabio Christen   | Q36.5 Pro Cycling Team  | + 6"   |

| \| Classificació general \| Classificació general \| Classificació general \| Classificació general \| Classificació general \| \| Corredor \| Corredor \| Equip \| Temps \| \| \| --------------------- \| --------------------- \| ----------------------- \| --------------------- \| --------------------- \| \| 1r \| Jonathan Milan \| Lidl-Trek \| 3' 16" \| \| \| 2n \| Mads Pedersen \| Lidl-Trek \| + 1" \| \| \| 3r \| Maikel Zijlaard \| Tudor Pro Cycling Team \| + 2" \| \| \| 4t \| Ethan Hayter \| Ineos Grenadiers \| + 3" \| \| \| 5è \| Stefan Bissegger \| EF Education-EasyPost \| + 3" \| \| \| 6è \| Danny van Poppel \| Red Bull-Bora-Hansgrohe \| + 4" \| \| \| 7è \| Jannik Steimle \| Q36.5 Pro Cycling Team \| + 5" \| \| \| 8è \| Marco Haller \| Red Bull-Bora-Hansgrohe \| + 5" \| \| \| 9è \| Jordi Meeus \| Red Bull-Bora-Hansgrohe \| + 5" \| \| \| 10è \| Fabio Christen \| Q36.5 Pro Cycling Team \| + 6" \| \| |                  |                         |        |
| |                  |                         |        |
| Font: ProCyclingStats |                  |                         |        |
| Classificació general |                  |                         |        |
| Corredor | Corredor         | Equip                   | Temps  |
| 1r | Jonathan Milan   | Lidl-Trek               | 3' 16" |
| 2n | Mads Pedersen    | Lidl-Trek               | + 1"   |
| 3r | Maikel Zijlaard  | Tudor Pro Cycling Team  | + 2"   |
| 4t | Ethan Hayter     | Ineos Grenadiers        | + 3"   |
| 5è | Stefan Bissegger | EF Education-EasyPost   | + 3"   |
| 6è | Danny van Poppel | Red Bull-Bora-Hansgrohe | + 4"   |
| 7è | Jannik Steimle   | Q36.5 Pro Cycling Team  | + 5"   |
| 8è | Marco Haller     | Red Bull-Bora-Hansgrohe | + 5"   |
| 9è | Jordi Meeus      | Red Bull-Bora-Hansgrohe | + 5"   |
| 10è | Fabio Christen   | Q36.5 Pro Cycling Team  | + 6"   |

### Etapa 1
| \| Classificació de l'etapa \| Classificació de l'etapa \| Classificació de l'etapa \| Classificació de l'etapa \| Classificació de l'etapa \| \| Corredor \| Corredor \| Equip \| Temps \| \| \| ------------------------ \| ------------------------ \| ------------------------- \| ------------------------ \| ------------------------ \| \| 1r \| Jonathan Milan \| Lidl-Trek \| 4h 16' 17" \| \| \| 2n \| Jordi Meeus \| Red Bull-Bora-Hansgrohe \| + 0" \| \| \| 3r \| Max Kanter \| Astana Qazaqstan Team \| + 0" \| \| \| 4t \| Alexander Kristoff \| Uno-X Mobility \| + 0" \| \| \| 5è \| Henri Uhlig \| Alpecin-Deceuninck \| + 0" \| \| \| 6è \| Émilien Jeannière \| TotalEnergies \| + 0" \| \| \| 7è \| Niklas Märkl \| Team dsm-firmenich PostNL \| + 0" \| \| \| 8è \| Matevž Govekar \| Bahrain Victorious \| + 0" \| \| \| 9è \| Tobias Müller \| Alemanya \| + 0" \| \| \| 10è \| Joshua Huppertz \| Lotto Kern-Haus PSD Bank \| + 0" \| \| |                    |                           |            |
| |                    |                           |            |
| Font: ProCyclingStats |                    |                           |            |
| Classificació de l'etapa |                    |                           |            |
| Corredor | Corredor           | Equip                     | Temps      |
| 1r | Jonathan Milan     | Lidl-Trek                 | 4h 16' 17" |
| 2n | Jordi Meeus        | Red Bull-Bora-Hansgrohe   | + 0"       |
| 3r | Max Kanter         | Astana Qazaqstan Team     | + 0"       |
| 4t | Alexander Kristoff | Uno-X Mobility            | + 0"       |
| 5è | Henri Uhlig        | Alpecin-Deceuninck        | + 0"       |
| 6è | Émilien Jeannière  | TotalEnergies             | + 0"       |
| 7è | Niklas Märkl       | Team dsm-firmenich PostNL | + 0"       |
| 8è | Matevž Govekar     | Bahrain Victorious        | + 0"       |
| 9è | Tobias Müller      | Alemanya                  | + 0"       |
| 10è | Joshua Huppertz    | Lotto Kern-Haus PSD Bank  | + 0"       |

| \| Classificació general \| Classificació general \| Classificació general \| Classificació general \| Classificació general \| \| Corredor \| Corredor \| Equip \| Temps \| \| \| --------------------- \| --------------------- \| ----------------------- \| --------------------- \| --------------------- \| \| 1r \| Jonathan Milan \| Lidl-Trek \| 4h 19' 23" \| \| \| 2n \| Jordi Meeus \| Red Bull-Bora-Hansgrohe \| + 9" \| \| \| 3r \| Mads Pedersen \| Lidl-Trek \| + 11" \| \| \| 4t \| Ethan Hayter \| Ineos Grenadiers \| + 13" \| \| \| 5è \| Stefan Bissegger \| EF Education-EasyPost \| + 13" \| \| \| 6è \| Danny van Poppel \| Red Bull-Bora-Hansgrohe \| + 14" \| \| \| 7è \| Jannik Steimle \| Q36.5 Pro Cycling Team \| + 15" \| \| \| 8è \| Marco Haller \| Red Bull-Bora-Hansgrohe \| + 15" \| \| \| 9è \| Fabio Christen \| Q36.5 Pro Cycling Team \| + 16" \| \| \| 10è \| Gil Gelders \| Soudal Quick-Step \| + 16" \| \| |                  |                         |            |
| |                  |                         |            |
| Font: ProCyclingStats |                  |                         |            |
| Classificació general |                  |                         |            |
| Corredor | Corredor         | Equip                   | Temps      |
| 1r | Jonathan Milan   | Lidl-Trek               | 4h 19' 23" |
| 2n | Jordi Meeus      | Red Bull-Bora-Hansgrohe | + 9"       |
| 3r | Mads Pedersen    | Lidl-Trek               | + 11"      |
| 4t | Ethan Hayter     | Ineos Grenadiers        | + 13"      |
| 5è | Stefan Bissegger | EF Education-EasyPost   | + 13"      |
| 6è | Danny van Poppel | Red Bull-Bora-Hansgrohe | + 14"      |
| 7è | Jannik Steimle   | Q36.5 Pro Cycling Team  | + 15"      |
| 8è | Marco Haller     | Red Bull-Bora-Hansgrohe | + 15"      |
| 9è | Fabio Christen   | Q36.5 Pro Cycling Team  | + 16"      |
| 10è | Gil Gelders      | Soudal Quick-Step       | + 16"      |

### Etapa 2
| \| Classificació de l'etapa \| Classificació de l'etapa \| Classificació de l'etapa \| Classificació de l'etapa \| Classificació de l'etapa \| \| Corredor \| Corredor \| Equip \| Temps \| \| \| ------------------------ \| -------------------------- \| ------------------------- \| ------------------------ \| ------------------------ \| \| 1r \| Mads Pedersen \| Lidl-Trek \| 4h 25' 50" \| \| \| 2n \| Tobias Halland Johannessen \| Uno-X Mobility \| + 0" \| \| \| 3r \| Archie Ryan \| EF Education-EasyPost \| + 0" \| \| \| 4t \| Danny van Poppel \| Red Bull-Bora-Hansgrohe \| + 6" \| \| \| 5è \| Émilien Jeannière \| TotalEnergies \| + 6" \| \| \| 6è \| Orluis Aular Sanabria \| Caja Rural-Seguros RGA \| + 6" \| \| \| 7è \| Jonas Rutsch \| EF Education-EasyPost \| + 6" \| \| \| 8è \| Ethan Hayter \| Ineos Grenadiers \| + 6" \| \| \| 9è \| Tobias Müller \| Alemanya \| + 6" \| \| \| 10è \| Sean Flynn \| Team dsm-firmenich PostNL \| + 6" \| \| |                            |                           |            |
| |                            |                           |            |
| Font: ProCyclingStats |                            |                           |            |
| Classificació de l'etapa |                            |                           |            |
| Corredor | Corredor                   | Equip                     | Temps      |
| 1r | Mads Pedersen              | Lidl-Trek                 | 4h 25' 50" |
| 2n | Tobias Halland Johannessen | Uno-X Mobility            | + 0"       |
| 3r | Archie Ryan                | EF Education-EasyPost     | + 0"       |
| 4t | Danny van Poppel           | Red Bull-Bora-Hansgrohe   | + 6"       |
| 5è | Émilien Jeannière          | TotalEnergies             | + 6"       |
| 6è | Orluis Aular Sanabria      | Caja Rural-Seguros RGA    | + 6"       |
| 7è | Jonas Rutsch               | EF Education-EasyPost     | + 6"       |
| 8è | Ethan Hayter               | Ineos Grenadiers          | + 6"       |
| 9è | Tobias Müller              | Alemanya                  | + 6"       |
| 10è | Sean Flynn                 | Team dsm-firmenich PostNL | + 6"       |

| \| Classificació general \| Classificació general \| Classificació general \| Classificació general \| Classificació general \| \| Corredor \| Corredor \| Equip \| Temps \| \| \| --------------------- \| -------------------------- \| ----------------------- \| --------------------- \| --------------------- \| \| 1r \| Mads Pedersen \| Lidl-Trek \| 8h 45' 23" \| \| \| 2n \| Tobias Halland Johannessen \| Uno-X Mobility \| + 12" \| \| \| 3r \| Ethan Hayter \| Ineos Grenadiers \| + 21" \| \| \| 4t \| Archie Ryan \| EF Education-EasyPost \| + 21" \| \| \| 5è \| Stefan Bissegger \| EF Education-EasyPost \| + 21" \| \| \| 6è \| Danny van Poppel \| Red Bull-Bora-Hansgrohe \| + 22" \| \| \| 7è \| Fabio Christen \| Q36.5 Pro Cycling Team \| + 24" \| \| \| 8è \| Gil Gelders \| Soudal Quick-Step \| + 24" \| \| \| 9è \| Luke Lamperti \| Soudal Quick-Step \| + 24" \| \| \| 10è \| Orluis Aular Sanabria \| Caja Rural-Seguros RGA \| + 26" \| \| |                            |                         |            |
| |                            |                         |            |
| Font: ProCyclingStats |                            |                         |            |
| Classificació general |                            |                         |            |
| Corredor | Corredor                   | Equip                   | Temps      |
| 1r | Mads Pedersen              | Lidl-Trek               | 8h 45' 23" |
| 2n | Tobias Halland Johannessen | Uno-X Mobility          | + 12"      |
| 3r | Ethan Hayter               | Ineos Grenadiers        | + 21"      |
| 4t | Archie Ryan                | EF Education-EasyPost   | + 21"      |
| 5è | Stefan Bissegger           | EF Education-EasyPost   | + 21"      |
| 6è | Danny van Poppel           | Red Bull-Bora-Hansgrohe | + 22"      |
| 7è | Fabio Christen             | Q36.5 Pro Cycling Team  | + 24"      |
| 8è | Gil Gelders                | Soudal Quick-Step       | + 24"      |
| 9è | Luke Lamperti              | Soudal Quick-Step       | + 24"      |
| 10è | Orluis Aular Sanabria      | Caja Rural-Seguros RGA  | + 26"      |

### Etapa 3
| \| Classificació de l'etapa \| Classificació de l'etapa \| Classificació de l'etapa \| Classificació de l'etapa \| Classificació de l'etapa \| \| Corredor \| Corredor \| Equip \| Temps \| \| \| ------------------------ \| ------------------------ \| ------------------------- \| ------------------------ \| ------------------------ \| \| 1r \| Jonathan Milan \| Lidl-Trek \| 5h 17' 57" \| \| \| 2n \| Max Kanter \| Astana Qazaqstan Team \| + 0" \| \| \| 3r \| Jordi Meeus \| Red Bull-Bora-Hansgrohe \| + 0" \| \| \| 4t \| Matevž Govekar \| Bahrain Victorious \| + 0" \| \| \| 5è \| Luke Lamperti \| Soudal Quick-Step \| + 0" \| \| \| 6è \| Niklas Märkl \| Team dsm-firmenich PostNL \| + 0" \| \| \| 7è \| Tibor Del Grosso \| Alpecin-Deceuninck \| + 0" \| \| \| 8è \| Orluis Aular Sanabria \| Caja Rural-Seguros RGA \| + 0" \| \| \| 9è \| Nicolò Buratti \| Bahrain Victorious \| + 0" \| \| \| 10è \| Vlad Van Mechelen \| Team dsm-firmenich PostNL \| + 0" \| \| |                       |                           |            |
| |                       |                           |            |
| Font: ProCyclingStats |                       |                           |            |
| Classificació de l'etapa |                       |                           |            |
| Corredor | Corredor              | Equip                     | Temps      |
| 1r | Jonathan Milan        | Lidl-Trek                 | 5h 17' 57" |
| 2n | Max Kanter            | Astana Qazaqstan Team     | + 0"       |
| 3r | Jordi Meeus           | Red Bull-Bora-Hansgrohe   | + 0"       |
| 4t | Matevž Govekar        | Bahrain Victorious        | + 0"       |
| 5è | Luke Lamperti         | Soudal Quick-Step         | + 0"       |
| 6è | Niklas Märkl          | Team dsm-firmenich PostNL | + 0"       |
| 7è | Tibor Del Grosso      | Alpecin-Deceuninck        | + 0"       |
| 8è | Orluis Aular Sanabria | Caja Rural-Seguros RGA    | + 0"       |
| 9è | Nicolò Buratti        | Bahrain Victorious        | + 0"       |
| 10è | Vlad Van Mechelen     | Team dsm-firmenich PostNL | + 0"       |

| \| Classificació general \| Classificació general \| Classificació general \| Classificació general \| Classificació general \| \| Corredor \| Corredor \| Equip \| Temps \| \| \| --------------------- \| -------------------------- \| ------------------------- \| --------------------- \| --------------------- \| \| 1r \| Mads Pedersen \| Lidl-Trek \| 14h 03' 08" \| \| \| 2n \| Tobias Halland Johannessen \| Uno-X Mobility \| + 12" \| \| \| 3r \| Danny van Poppel \| Red Bull-Bora-Hansgrohe \| + 19" \| \| \| 4t \| Ethan Hayter \| Ineos Grenadiers \| + 21" \| \| \| 5è \| Archie Ryan \| EF Education-EasyPost \| + 21" \| \| \| 6è \| Stefan Bissegger \| EF Education-EasyPost \| + 21" \| \| \| 7è \| Luke Lamperti \| Soudal Quick-Step \| + 22" \| \| \| 8è \| Fabio Christen \| Q36.5 Pro Cycling Team \| + 24" \| \| \| 9è \| Gil Gelders \| Soudal Quick-Step \| + 24" \| \| \| 10è \| Sean Flynn \| Team dsm-firmenich PostNL \| + 26" \| \| |                            |                           |             |
| |                            |                           |             |
| Font: ProCyclingStats |                            |                           |             |
| Classificació general |                            |                           |             |
| Corredor | Corredor                   | Equip                     | Temps       |
| 1r | Mads Pedersen              | Lidl-Trek                 | 14h 03' 08" |
| 2n | Tobias Halland Johannessen | Uno-X Mobility            | + 12"       |
| 3r | Danny van Poppel           | Red Bull-Bora-Hansgrohe   | + 19"       |
| 4t | Ethan Hayter               | Ineos Grenadiers          | + 21"       |
| 5è | Archie Ryan                | EF Education-EasyPost     | + 21"       |
| 6è | Stefan Bissegger           | EF Education-EasyPost     | + 21"       |
| 7è | Luke Lamperti              | Soudal Quick-Step         | + 22"       |
| 8è | Fabio Christen             | Q36.5 Pro Cycling Team    | + 24"       |
| 9è | Gil Gelders                | Soudal Quick-Step         | + 24"       |
| 10è | Sean Flynn                 | Team dsm-firmenich PostNL | + 26"       |

### Etapa 4
| \| Classificació de l'etapa \| Classificació de l'etapa \| Classificació de l'etapa \| Classificació de l'etapa \| Classificació de l'etapa \| \| Corredor \| Corredor \| Equip \| Temps \| \| \| ------------------------ \| -------------------------- \| -------------------------- \| ------------------------ \| ------------------------ \| \| 1r \| Mads Pedersen \| Lidl-Trek \| 4h 23' 42" \| \| \| 2n \| Danny van Poppel \| Red Bull-Bora-Hansgrohe \| + 0" \| \| \| 3r \| Luke Lamperti \| Soudal Quick-Step \| + 0" \| \| \| 4t \| Santiago Buitrago Sánchez \| Bahrain Victorious \| + 0" \| \| \| 5è \| Florian Stork \| Tudor Pro Cycling Team \| + 0" \| \| \| 6è \| Tobias Halland Johannessen \| Uno-X Mobility \| + 0" \| \| \| 7è \| Kevin Vermaerke \| Team dsm-firmenich PostNL \| + 0" \| \| \| 8è \| Jørgen Nordhagen \| Team Visma \\| Lease a Bike \| + 0" \| \| \| 9è \| Jefferson Cepeda \| Caja Rural-Seguros RGA \| + 0" \| \| \| 10è \| Henri Uhlig \| Alpecin-Deceuninck \| + 6" \| \| |                            |                            |            |
| |                            |                            |            |
| Font: ProCyclingStats |                            |                            |            |
| Classificació de l'etapa |                            |                            |            |
| Corredor | Corredor                   | Equip                      | Temps      |
| 1r | Mads Pedersen              | Lidl-Trek                  | 4h 23' 42" |
| 2n | Danny van Poppel           | Red Bull-Bora-Hansgrohe    | + 0"       |
| 3r | Luke Lamperti              | Soudal Quick-Step          | + 0"       |
| 4t | Santiago Buitrago Sánchez  | Bahrain Victorious         | + 0"       |
| 5è | Florian Stork              | Tudor Pro Cycling Team     | + 0"       |
| 6è | Tobias Halland Johannessen | Uno-X Mobility             | + 0"       |
| 7è | Kevin Vermaerke            | Team dsm-firmenich PostNL  | + 0"       |
| 8è | Jørgen Nordhagen           | Team Visma \| Lease a Bike | + 0"       |
| 9è | Jefferson Cepeda           | Caja Rural-Seguros RGA     | + 0"       |
| 10è | Henri Uhlig                | Alpecin-Deceuninck         | + 6"       |

## Classificació final
| \| Classificació general \| Classificació general \| Classificació general \| Classificació general \| Classificació general \| \| Corredor \| Corredor \| Equip \| Temps \| \| \| --------------------- \| -------------------------- \| -------------------------- \| --------------------- \| --------------------- \| \| 1r \| Mads Pedersen \| Lidl-Trek \| 18h 26' 39" \| \| \| 2n \| Danny van Poppel \| Red Bull-Bora-Hansgrohe \| + 22" \| \| \| 3r \| Tobias Halland Johannessen \| Uno-X Mobility \| + 23" \| \| \| 4t \| Luke Lamperti \| Soudal Quick-Step \| + 26" \| \| \| 5è \| Archie Ryan \| EF Education-EasyPost \| + 38" \| \| \| 6è \| Florian Stork \| Tudor Pro Cycling Team \| + 39" \| \| \| 7è \| Jørgen Nordhagen \| Team Visma \\| Lease a Bike \| + 40" \| \| \| 8è \| Fabio Christen \| Q36.5 Pro Cycling Team \| + 41" \| \| \| 9è \| Gil Gelders \| Soudal Quick-Step \| + 41" \| \| \| 10è \| Kevin Vermaerke \| Team dsm-firmenich PostNL \| + 42" \| \| |                            |                            |             |
| |                            |                            |             |
| Font: ProCyclingStats |                            |                            |             |
| Classificació general |                            |                            |             |
| Corredor | Corredor                   | Equip                      | Temps       |
| 1r | Mads Pedersen              | Lidl-Trek                  | 18h 26' 39" |
| 2n | Danny van Poppel           | Red Bull-Bora-Hansgrohe    | + 22"       |
| 3r | Tobias Halland Johannessen | Uno-X Mobility             | + 23"       |
| 4t | Luke Lamperti              | Soudal Quick-Step          | + 26"       |
| 5è | Archie Ryan                | EF Education-EasyPost      | + 38"       |
| 6è | Florian Stork              | Tudor Pro Cycling Team     | + 39"       |
| 7è | Jørgen Nordhagen           | Team Visma \| Lease a Bike | + 40"       |
| 8è | Fabio Christen             | Q36.5 Pro Cycling Team     | + 41"       |
| 9è | Gil Gelders                | Soudal Quick-Step          | + 41"       |
| 10è | Kevin Vermaerke            | Team dsm-firmenich PostNL  | + 42"       |

## Classificacions secundàries

### Classificació per punts
| Classificació per punts | Classificació per punts    | Classificació per punts | Classificació per punts | Classificació per punts |
| Corredor                | Corredor                   | Equip                   | Punts                   |                         |
| ----------------------- | -------------------------- | ----------------------- | ----------------------- | ----------------------- |
| 1r                      | Jonathan Milan             | Lidl-Trek               | 45 pts                  |                         |
| 2n                      | Mads Pedersen              | Lidl-Trek               | 45 pts                  |                         |
| 3r                      | Danny van Poppel           | Red Bull-Bora-Hansgrohe | 24 pts                  |                         |
| 4t                      | Jordi Meeus                | Red Bull-Bora-Hansgrohe | 23 pts                  |                         |
| 5è                      | Max Kanter                 | Astana Qazaqstan Team   | 21 pts                  |                         |
| 6è                      | Tobias Halland Johannessen | Uno-X Mobility          | 17 pts                  |                         |
| 7è                      | Luke Lamperti              | Soudal Quick-Step       | 15 pts                  |                         |
| 8è                      | Santiago Buitrago Sánchez  | Bahrain Victorious      | 12 pts                  |                         |
| 9è                      | Émilien Jeannière          | TotalEnergies           | 11 pts                  |                         |
| 10è                     | Ethan Hayter               | Ineos Grenadiers        | 10 pts                  |                         |

### Classificació de la muntanya
| Classificació de la muntanya | Classificació de la muntanya | Classificació de la muntanya | Classificació de la muntanya | Classificació de la muntanya |
| Corredor                     | Corredor                     | Equip                        | Punts                        |                              |
| ---------------------------- | ---------------------------- | ---------------------------- | ---------------------------- | ---------------------------- |
| 1r                           | Jørgen Nordhagen             | Team Visma \| Lease a Bike   | 15 pts                       |                              |
| 2n                           | Dawit Yemane                 | Bike Aid                     | 10 pts                       |                              |
| 3r                           | Joshua Huppertz              | Lotto Kern-Haus PSD Bank     | 6 pts                        |                              |
| 4t                           | Javier Romo                  | Movistar Team                | 4 pts                        |                              |
| 5è                           | Miguel Heidemann             | Alemanya                     | 4 pts                        |                              |
| 6è                           | Dario Igor Belletta          | Team Visma \| Lease a Bike   | 4 pts                        |                              |
| 7è                           | Oliver Mattheis              | Bike Aid                     | 4 pts                        |                              |
| 8è                           | Max Walscheid                | Team Jayco AlUla             | 4 pts                        |                              |
| 9è                           | Santiago Buitrago Sánchez    | Bahrain Victorious           | 3 pts                        |                              |
| 10è                          | Anton Lennemann              | Bike Aid                     | 3 pts                        |                              |

### Classificació dels joves
| Classificació del millor jove | Classificació del millor jove | Classificació del millor jove | Classificació del millor jove | Classificació del millor jove |
| Corredor                      | Corredor                      | Equip                         | Temps                         |                               |
| ----------------------------- | ----------------------------- | ----------------------------- | ----------------------------- | ----------------------------- |
| 1r                            | Tobias Halland Johannessen    | Uno-X Mobility                | 18h 27' 02"                   |                               |
| 2n                            | Luke Lamperti                 | Soudal Quick-Step             | + 3"                          |                               |
| 3r                            | Archie Ryan                   | EF Education-EasyPost         | + 15"                         |                               |
| 4t                            | Jørgen Nordhagen              | Team Visma \| Lease a Bike    | + 17"                         |                               |
| 5è                            | Fabio Christen                | Q36.5 Pro Cycling Team        | + 18"                         |                               |
| 6è                            | Gil Gelders                   | Soudal Quick-Step             | + 18"                         |                               |
| 7è                            | Kevin Vermaerke               | Team dsm-firmenich PostNL     | + 19"                         |                               |
| 8è                            | Sean Flynn                    | Team dsm-firmenich PostNL     | + 20"                         |                               |
| 9è                            | Henri Uhlig                   | Alpecin-Deceuninck            | + 23"                         |                               |
| 10è                           | Marco Brenner                 | Tudor Pro Cycling Team        | + 24"                         |                               |

### Classificació per equips
| Classificació per equips | Classificació per equips   | Classificació per equips | Classificació per equips |
| Equip                    | Equip                      | Temps                    |                          |
| ------------------------ | -------------------------- | ------------------------ | ------------------------ |
| 1r                       | Caja Rural-Seguros RGA     | 55h 22' 12"              |                          |
| 2n                       | Team dsm-firmenich PostNL  | + 1"                     |                          |
| 3r                       | Team Visma \| Lease a Bike | + 2"                     |                          |
| 4t                       | Movistar Team              | + 3"                     |                          |
| 5è                       | Alpecin-Deceuninck         | + 6"                     |                          |
| 6è                       | Soudal Quick-Step          | + 11"                    |                          |
| 7è                       | Bahrain Victorious         | + 13"                    |                          |
| 8è                       | Intermarché-Wanty          | + 1' 48"                 |                          |
| 9è                       | Alemanya                   | + 2' 16"                 |                          |
| 10è                      | Red Bull-Bora-Hansgrohe    | + 2' 28"                 |                          |

## Evolució de les classificacions
| Etapa                  | Vencedor               | Classificació general | Classificació de la muntanya | Classificació per punts | Classificació dels joves | Classificació per equips |
| ---------------------- | ---------------------- | --------------------- | ---------------------------- | ----------------------- | ------------------------ | ------------------------ |
| Prol.                  | Jonathan Milan         | Jonathan Milan        | Jonathan Milan               | no entregat             | Jonathan Milan           | Lidl-Trek                |
| 1                      | Jonathan Milan         | Jonathan Milan        | Jonathan Milan               | Santiago Buitrago       | Jonathan Milan           | Lidl-Trek                |
| 2                      | Mads Pedersen          | Mads Pedersen         | Jonathan Milan               | Dawit Yemane            | Tobias Johannessen       | Red Bull-Bora-Hansgrohe  |
| 3                      | Jonathan Milan         | Mads Pedersen         | Jonathan Milan               | Jørgen Nordhagen        | Tobias Johannessen       | Red Bull-Bora-Hansgrohe  |
| 4                      | Mads Pedersen          | Mads Pedersen         | Jonathan Milan               | Jørgen Nordhagen        | Tobias Johannessen       | Caja Rural-Seguros RGA   |
| Classificacions finals | Classificacions finals | Mads Pedersen         | Jonathan Milan               | Jørgen Nordhagen        | Tobias Johannessen       | Caja Rural-Seguros RGA   |

## Llista de participants
| Soudal Quick-Step SOQ | Soudal Quick-Step SOQ | Soudal Quick-Step SOQ |
| --------------------- | --------------------- | --------------------- |
| Núm                   | Ciclista              | Pos                   |
| 1                     | Pieter Serry (BEL)    | 79è                   |
| 2                     | Gil Gelders (BEL)     | 9è                    |
| 3                     | Antoine Huby (FRA)    | 76è                   |
| 4                     | Luke Lamperti (USA)   | 4t                    |
| 5                     | Fausto Masnada (ITA)  | 35è                   |
| 6                     | Jordi Warlop (BEL)    | DNF-3                 |

| Lidl-Trek LTK | Lidl-Trek LTK                | Lidl-Trek LTK |
| ------------- | ---------------------------- | ------------- |
| Núm           | Ciclista                     | Pos           |
| 11            | Mads Pedersen (DEN)          | 1r            |
| 12            | Amanuel Gebrezgabihier (ERI) | 86è           |
| 13            | Daan Hoole (NED)             | 85è           |
| 14            | Alex Kirsch (LUX)            | DNF-3         |
| 15            | Jonathan Milan (ITA)         | 66è           |
| 16            | Toms Skujiņš (LAT)           | 13è           |

| Ineos Grenadiers IGD | Ineos Grenadiers IGD               | Ineos Grenadiers IGD |
| -------------------- | ---------------------------------- | -------------------- |
| Núm                  | Ciclista                           | Pos                  |
| 21                   | Filippo Ganna (ITA)                | 88è                  |
| 22                   | Jonathan Castroviejo Nicolás (ESP) | 61è                  |
| 23                   | Omar Fraile Matarranz (ESP)        | 84è                  |
| 24                   | Ethan Hayter (GBR)                 | 30è                  |
| 25                   | Elia Viviani (ITA)                 | 89è                  |
| 26                   | Cameron Wurf (AUS)                 | 94è                  |

| Red Bull-Bora-Hansgrohe RBH | Red Bull-Bora-Hansgrohe RBH | Red Bull-Bora-Hansgrohe RBH |
| --------------------------- | --------------------------- | --------------------------- |
| Núm                         | Ciclista                    | Pos                         |
| 31                          | Danny van Poppel (NED)      | 2n                          |
| 32                          | Jordi Meeus (BEL)           | 59è                         |
| 33                          | Marco Haller (AUT)          | 55è                         |
| 34                          | Bob Jungels (LUX)           | 87è                         |
| 35                          | Jonas Koch (GER)            | 48è                         |
| 36                          | Ben Zwiehoff (GER)          | 53è                         |

| Movistar Team MOV | Movistar Team MOV           | Movistar Team MOV |
| ----------------- | --------------------------- | ----------------- |
| Núm               | Ciclista                    | Pos               |
| 41                | Gregor Mühlberger (AUT)     | 15è               |
| 42                | Ruben Guerreiro (POR)       | 29è               |
| 43                | William Barta (USA)         | 17è               |
| 44                | Antonio Pedrero López (ESP) | DNF-2             |
| 45                | Javier Romo (ESP)           | 49è               |
| 46                | Jon Barrenetxea (ESP)       | 25è               |

| Team Visma \| Lease a Bike TVL | Team Visma \| Lease a Bike TVL | Team Visma \| Lease a Bike TVL |
| ------------------------------ | ------------------------------ | ------------------------------ |
| Núm                            | Ciclista                       | Pos                            |
| 51                             | Jørgen Nordhagen (NOR)         | 7è                             |
| 52                             | Dario Igor Belletta (ITA)      | 43è                            |
| 53                             | Thomas Gloag (GBR)             | 20è                            |
| 54                             | Johannes Staune-Mittet (NOR)   | NP-P                           |
| 55                             | Milan Vader (NED)              | 27è                            |
| 56                             | Tim Van Dijke (NED)            | 82è                            |

| Team dsm-firmenich PostNL DFP | Team dsm-firmenich PostNL DFP | Team dsm-firmenich PostNL DFP |
| ----------------------------- | ----------------------------- | ----------------------------- |
| Núm                           | Ciclista                      | Pos                           |
| 61                            | Niklas Märkl (GER)            | 24è                           |
| 62                            | Vincent Bodet (FRA)           | 80è                           |
| 63                            | Sean Flynn (GBR)              | 11è                           |
| 64                            | Ryan Gal (NED)                | 99è                           |
| 65                            | Bjoern Koerdt (GBR)           | 40è                           |
| 66                            | Kevin Vermaerke (USA)         | 10è                           |

| Uno-X Mobility UXM | Uno-X Mobility UXM               | Uno-X Mobility UXM |
| ------------------ | -------------------------------- | ------------------ |
| Núm                | Ciclista                         | Pos                |
| 71                 | Alexander Kristoff (NOR)         | NP-4               |
| 72                 | Tord Gudmestad (NOR)             | DNF-4              |
| 73                 | Anders Halland Johannessen (NOR) | 78è                |
| 74                 | Tobias Halland Johannessen (NOR) | 3r                 |
| 75                 | Johannes Kulset (NOR)            | 64è                |
| 76                 | Anders Skaarseth (NOR)           | 71è                |

| EF Education-EasyPost EFE | EF Education-EasyPost EFE | EF Education-EasyPost EFE |
| ------------------------- | ------------------------- | ------------------------- |
| Núm                       | Ciclista                  | Pos                       |
| 81                        | Stefan Bissegger (SUI)    | 56è                       |
| 82                        | Stefan de Bod (RSA)       | 54è                       |
| 83                        | Edvin Lovidius (SWE)      | 97è                       |
| 84                        | Jonas Rutsch (GER)        | 23è                       |
| 85                        | Archie Ryan (IRL)         | 5è                        |
| 86                        | Georg Steinhauser (GER)   | 74è                       |

| Alpecin-Deceuninck ADC | Alpecin-Deceuninck ADC      | Alpecin-Deceuninck ADC |
| ---------------------- | --------------------------- | ---------------------- |
| Núm                    | Ciclista                    | Pos                    |
| 91                     | Fabio Van den Bossche (BEL) | 47è                    |
| 92                     | Simon Dehairs (BEL)         | DNF-4                  |
| 93                     | Tibor Del Grosso (NED)      | 21è                    |
| 94                     | Jimmy Janssens (BEL)        | 38è                    |
| 95                     | Ramon Sinkeldam (NED)       | 69è                    |
| 96                     | Henri Uhlig (GER)           | 16è                    |

| Bahrain Victorious TBV | Bahrain Victorious TBV          | Bahrain Victorious TBV |
| ---------------------- | ------------------------------- | ---------------------- |
| Núm                    | Ciclista                        | Pos                    |
| 101                    | Santiago Buitrago Sánchez (COL) | 33è                    |
| 102                    | Alberto Bruttomesso (ITA)       | 90è                    |
| 103                    | Nicolò Buratti (ITA)            | 58è                    |
| 104                    | Matevž Govekar (SLO)            | 32è                    |
| 105                    | Wout Poels (NED)                | 28è                    |
| 106                    | Vlad Van Mechelen (BEL)         | 67è                    |

| Alemanya GER | Alemanya GER      | Alemanya GER |
| ------------ | ----------------- | ------------ |
| Núm          | Ciclista          | Pos          |
| 111          | Simon Geschke     | 26è          |
| 112          | Johannes Adamietz | 42è          |
| 113          | Miguel Heidemann  | 98è          |
| 114          | Roger Kluge       | 95è          |
| 115          | Tobias Müller     | 57è          |
| 116          | Max Walscheid     | 52è          |

| Astana Qazaqstan Team AST | Astana Qazaqstan Team AST | Astana Qazaqstan Team AST |
| ------------------------- | ------------------------- | ------------------------- |
| Núm                       | Ciclista                  | Pos                       |
| 121                       | Rüdiger Selig (GER)       | 81è                       |
| 122                       | Yevgeniy Fedorov (KAZ)    | DNF-3                     |
| 123                       | Ievgueni Guiditx (KAZ)    | DNF-3                     |
| 124                       | Max Kanter (GER)          | 34è                       |
| 125                       | Jonas Reibsch (GER)       | 100è                      |
| 126                       | Gleb Syrica (RUS)         | 93è                       |

| Intermarché-Wanty IWA | Intermarché-Wanty IWA    | Intermarché-Wanty IWA |
| --------------------- | ------------------------ | --------------------- |
| Núm                   | Ciclista                 | Pos                   |
| 131                   | Georg Zimmermann (GER)   | 19è                   |
| 132                   | Lilian Calmejane (FRA)   | DNF-4                 |
| 133                   | Kevin Colleoni (ITA)     | 37è                   |
| 134                   | Alexy Faure Prost (FRA)  | 75è                   |
| 135                   | Zeno Moonen (BEL)        | 83è                   |
| 136                   | Taco van der Hoorn (NED) | 77è                   |

| Tudor Pro Cycling Team TUD | Tudor Pro Cycling Team TUD  | Tudor Pro Cycling Team TUD |
| -------------------------- | --------------------------- | -------------------------- |
| Núm                        | Ciclista                    | Pos                        |
| 141                        | Marco Brenner (GER)         | 18è                        |
| 142                        | Marius Mayrhofer (GER)      | DNF-4                      |
| 143                        | Sébastien Reichenbach (SUI) | 62è                        |
| 144                        | Florian Stork (GER)         | 6è                         |
| 145                        | Hannes Wilksch (GER)        | 50è                        |
| 146                        | Maikel Zijlaard (NED)       | DNF-3                      |

| TotalEnergies TEN | TotalEnergies TEN       | TotalEnergies TEN |
| ----------------- | ----------------------- | ----------------- |
| Núm               | Ciclista                | Pos               |
| 151               | Anthony Turgis (FRA)    | DNF-3             |
| 152               | Thomas Bonnet (FRA)     | 73è               |
| 153               | Fabien Doubey (FRA)     | 60è               |
| 154               | Émilien Jeannière (FRA) | 22è               |
| 155               | Mattéo Vercher (FRA)    | 70è               |
| 156               | Alexis Vuillermoz (FRA) | 44è               |

| Q36.5 Pro Cycling Team Q36 | Q36.5 Pro Cycling Team Q36 | Q36.5 Pro Cycling Team Q36 |
| -------------------------- | -------------------------- | -------------------------- |
| Núm                        | Ciclista                   | Pos                        |
| 161                        | Jannik Steimle (GER)       | 63è                        |
| 162                        | Fabio Christen (SUI)       | 8è                         |
| 163                        | Alessandro Fancellu (ITA)  | DNF-2                      |
| 164                        | Cyrus Monk (AUS)           | 91è                        |
| 165                        | Jan Sommer (SUI)           | 92è                        |
| 166                        | Nickolas Zukowsky (CAN)    | 72è                        |

| Bike Aid BAI | Bike Aid BAI          | Bike Aid BAI |
| ------------ | --------------------- | ------------ |
| Núm          | Ciclista              | Pos          |
| 171          | Vinzent Dorn (GER)    | 68è          |
| 172          | Antoine Berlin (MON)  | 41è          |
| 173          | Anton Lennemann (GER) | 104è         |
| 174          | Oliver Mattheis (GER) | 51è          |
| 175          | Anton Schiffer (GER)  | 39è          |
| 176          | Dawit Yemane (ERI)    | 65è          |

| Caja Rural-Seguros RGA CJR | Caja Rural-Seguros RGA CJR     | Caja Rural-Seguros RGA CJR |
| -------------------------- | ------------------------------ | -------------------------- |
| Núm                        | Ciclista                       | Pos                        |
| 181                        | Iúri Leitão (POR)              | DNF-3                      |
| 182                        | Orluis Aular Sanabria (VEN)    | 12è                        |
| 183                        | Abel Balderstone Roumens (ESP) | 36è                        |
| 184                        | Fernando Barceló Aragón (ESP)  | 31è                        |
| 185                        | Jefferson Cepeda (ECU)         | 14è                        |
| 186                        | Joel Nicolau Beltran (ESP)     | 46è                        |

| Lotto Kern-Haus PSD Bank LKH | Lotto Kern-Haus PSD Bank LKH | Lotto Kern-Haus PSD Bank LKH |
| ---------------------------- | ---------------------------- | ---------------------------- |
| Núm                          | Ciclista                     | Pos                          |
| 191                          | Joshua Huppertz (GER)        | 45è                          |
| 192                          | Leon Arenz (GER)             | 102è                         |
| 193                          | Nick Bangert (GER)           | 101è                         |
| 194                          | Mauro Brenner (GER)          | DNF-3                        |
| 195                          | Ben Felix Jochum (GER)       | 103è                         |
| 196                          | Fausto Penna (GER)           | 96è                          |

| Soudal Quick-Step SOQ | Soudal Quick-Step SOQ | Soudal Quick-Step SOQ |
| --------------------- | --------------------- | --------------------- |
| Núm                   | Ciclista              | Pos                   |
| 1                     | Pieter Serry (BEL)    | 79è                   |
| 2                     | Gil Gelders (BEL)     | 9è                    |
| 3                     | Antoine Huby (FRA)    | 76è                   |
| 4                     | Luke Lamperti (USA)   | 4t                    |
| 5                     | Fausto Masnada (ITA)  | 35è                   |
| 6                     | Jordi Warlop (BEL)    | DNF-3                 |

| Lidl-Trek LTK | Lidl-Trek LTK                | Lidl-Trek LTK |
| ------------- | ---------------------------- | ------------- |
| Núm           | Ciclista                     | Pos           |
| 11            | Mads Pedersen (DEN)          | 1r            |
| 12            | Amanuel Gebrezgabihier (ERI) | 86è           |
| 13            | Daan Hoole (NED)             | 85è           |
| 14            | Alex Kirsch (LUX)            | DNF-3         |
| 15            | Jonathan Milan (ITA)         | 66è           |
| 16            | Toms Skujiņš (LAT)           | 13è           |

| Ineos Grenadiers IGD | Ineos Grenadiers IGD               | Ineos Grenadiers IGD |
| -------------------- | ---------------------------------- | -------------------- |
| Núm                  | Ciclista                           | Pos                  |
| 21                   | Filippo Ganna (ITA)                | 88è                  |
| 22                   | Jonathan Castroviejo Nicolás (ESP) | 61è                  |
| 23                   | Omar Fraile Matarranz (ESP)        | 84è                  |
| 24                   | Ethan Hayter (GBR)                 | 30è                  |
| 25                   | Elia Viviani (ITA)                 | 89è                  |
| 26                   | Cameron Wurf (AUS)                 | 94è                  |

| Red Bull-Bora-Hansgrohe RBH | Red Bull-Bora-Hansgrohe RBH | Red Bull-Bora-Hansgrohe RBH |
| --------------------------- | --------------------------- | --------------------------- |
| Núm                         | Ciclista                    | Pos                         |
| 31                          | Danny van Poppel (NED)      | 2n                          |
| 32                          | Jordi Meeus (BEL)           | 59è                         |
| 33                          | Marco Haller (AUT)          | 55è                         |
| 34                          | Bob Jungels (LUX)           | 87è                         |
| 35                          | Jonas Koch (GER)            | 48è                         |
| 36                          | Ben Zwiehoff (GER)          | 53è                         |

| Movistar Team MOV | Movistar Team MOV           | Movistar Team MOV |
| ----------------- | --------------------------- | ----------------- |
| Núm               | Ciclista                    | Pos               |
| 41                | Gregor Mühlberger (AUT)     | 15è               |
| 42                | Ruben Guerreiro (POR)       | 29è               |
| 43                | William Barta (USA)         | 17è               |
| 44                | Antonio Pedrero López (ESP) | DNF-2             |
| 45                | Javier Romo (ESP)           | 49è               |
| 46                | Jon Barrenetxea (ESP)       | 25è               |

| Team Visma \| Lease a Bike TVL | Team Visma \| Lease a Bike TVL | Team Visma \| Lease a Bike TVL |
| ------------------------------ | ------------------------------ | ------------------------------ |
| Núm                            | Ciclista                       | Pos                            |
| 51                             | Jørgen Nordhagen (NOR)         | 7è                             |
| 52                             | Dario Igor Belletta (ITA)      | 43è                            |
| 53                             | Thomas Gloag (GBR)             | 20è                            |
| 54                             | Johannes Staune-Mittet (NOR)   | NP-P                           |
| 55                             | Milan Vader (NED)              | 27è                            |
| 56                             | Tim Van Dijke (NED)            | 82è                            |

| Team dsm-firmenich PostNL DFP | Team dsm-firmenich PostNL DFP | Team dsm-firmenich PostNL DFP |
| ----------------------------- | ----------------------------- | ----------------------------- |
| Núm                           | Ciclista                      | Pos                           |
| 61                            | Niklas Märkl (GER)            | 24è                           |
| 62                            | Vincent Bodet (FRA)           | 80è                           |
| 63                            | Sean Flynn (GBR)              | 11è                           |
| 64                            | Ryan Gal (NED)                | 99è                           |
| 65                            | Bjoern Koerdt (GBR)           | 40è                           |
| 66                            | Kevin Vermaerke (USA)         | 10è                           |

| Uno-X Mobility UXM | Uno-X Mobility UXM               | Uno-X Mobility UXM |
| ------------------ | -------------------------------- | ------------------ |
| Núm                | Ciclista                         | Pos                |
| 71                 | Alexander Kristoff (NOR)         | NP-4               |
| 72                 | Tord Gudmestad (NOR)             | DNF-4              |
| 73                 | Anders Halland Johannessen (NOR) | 78è                |
| 74                 | Tobias Halland Johannessen (NOR) | 3r                 |
| 75                 | Johannes Kulset (NOR)            | 64è                |
| 76                 | Anders Skaarseth (NOR)           | 71è                |

| EF Education-EasyPost EFE | EF Education-EasyPost EFE | EF Education-EasyPost EFE |
| ------------------------- | ------------------------- | ------------------------- |
| Núm                       | Ciclista                  | Pos                       |
| 81                        | Stefan Bissegger (SUI)    | 56è                       |
| 82                        | Stefan de Bod (RSA)       | 54è                       |
| 83                        | Edvin Lovidius (SWE)      | 97è                       |
| 84                        | Jonas Rutsch (GER)        | 23è                       |
| 85                        | Archie Ryan (IRL)         | 5è                        |
| 86                        | Georg Steinhauser (GER)   | 74è                       |

| Alpecin-Deceuninck ADC | Alpecin-Deceuninck ADC      | Alpecin-Deceuninck ADC |
| ---------------------- | --------------------------- | ---------------------- |
| Núm                    | Ciclista                    | Pos                    |
| 91                     | Fabio Van den Bossche (BEL) | 47è                    |
| 92                     | Simon Dehairs (BEL)         | DNF-4                  |
| 93                     | Tibor Del Grosso (NED)      | 21è                    |
| 94                     | Jimmy Janssens (BEL)        | 38è                    |
| 95                     | Ramon Sinkeldam (NED)       | 69è                    |
| 96                     | Henri Uhlig (GER)           | 16è                    |

| Bahrain Victorious TBV | Bahrain Victorious TBV          | Bahrain Victorious TBV |
| ---------------------- | ------------------------------- | ---------------------- |
| Núm                    | Ciclista                        | Pos                    |
| 101                    | Santiago Buitrago Sánchez (COL) | 33è                    |
| 102                    | Alberto Bruttomesso (ITA)       | 90è                    |
| 103                    | Nicolò Buratti (ITA)            | 58è                    |
| 104                    | Matevž Govekar (SLO)            | 32è                    |
| 105                    | Wout Poels (NED)                | 28è                    |
| 106                    | Vlad Van Mechelen (BEL)         | 67è                    |

| Alemanya GER | Alemanya GER      | Alemanya GER |
| ------------ | ----------------- | ------------ |
| Núm          | Ciclista          | Pos          |
| 111          | Simon Geschke     | 26è          |
| 112          | Johannes Adamietz | 42è          |
| 113          | Miguel Heidemann  | 98è          |
| 114          | Roger Kluge       | 95è          |
| 115          | Tobias Müller     | 57è          |
| 116          | Max Walscheid     | 52è          |

| Astana Qazaqstan Team AST | Astana Qazaqstan Team AST | Astana Qazaqstan Team AST |
| ------------------------- | ------------------------- | ------------------------- |
| Núm                       | Ciclista                  | Pos                       |
| 121                       | Rüdiger Selig (GER)       | 81è                       |
| 122                       | Yevgeniy Fedorov (KAZ)    | DNF-3                     |
| 123                       | Ievgueni Guiditx (KAZ)    | DNF-3                     |
| 124                       | Max Kanter (GER)          | 34è                       |
| 125                       | Jonas Reibsch (GER)       | 100è                      |
| 126                       | Gleb Syrica (RUS)         | 93è                       |

| Intermarché-Wanty IWA | Intermarché-Wanty IWA    | Intermarché-Wanty IWA |
| --------------------- | ------------------------ | --------------------- |
| Núm                   | Ciclista                 | Pos                   |
| 131                   | Georg Zimmermann (GER)   | 19è                   |
| 132                   | Lilian Calmejane (FRA)   | DNF-4                 |
| 133                   | Kevin Colleoni (ITA)     | 37è                   |
| 134                   | Alexy Faure Prost (FRA)  | 75è                   |
| 135                   | Zeno Moonen (BEL)        | 83è                   |
| 136                   | Taco van der Hoorn (NED) | 77è                   |

| Tudor Pro Cycling Team TUD | Tudor Pro Cycling Team TUD  | Tudor Pro Cycling Team TUD |
| -------------------------- | --------------------------- | -------------------------- |
| Núm                        | Ciclista                    | Pos                        |
| 141                        | Marco Brenner (GER)         | 18è                        |
| 142                        | Marius Mayrhofer (GER)      | DNF-4                      |
| 143                        | Sébastien Reichenbach (SUI) | 62è                        |
| 144                        | Florian Stork (GER)         | 6è                         |
| 145                        | Hannes Wilksch (GER)        | 50è                        |
| 146                        | Maikel Zijlaard (NED)       | DNF-3                      |

| TotalEnergies TEN | TotalEnergies TEN       | TotalEnergies TEN |
| ----------------- | ----------------------- | ----------------- |
| Núm               | Ciclista                | Pos               |
| 151               | Anthony Turgis (FRA)    | DNF-3             |
| 152               | Thomas Bonnet (FRA)     | 73è               |
| 153               | Fabien Doubey (FRA)     | 60è               |
| 154               | Émilien Jeannière (FRA) | 22è               |
| 155               | Mattéo Vercher (FRA)    | 70è               |
| 156               | Alexis Vuillermoz (FRA) | 44è               |

| Q36.5 Pro Cycling Team Q36 | Q36.5 Pro Cycling Team Q36 | Q36.5 Pro Cycling Team Q36 |
| -------------------------- | -------------------------- | -------------------------- |
| Núm                        | Ciclista                   | Pos                        |
| 161                        | Jannik Steimle (GER)       | 63è                        |
| 162                        | Fabio Christen (SUI)       | 8è                         |
| 163                        | Alessandro Fancellu (ITA)  | DNF-2                      |
| 164                        | Cyrus Monk (AUS)           | 91è                        |
| 165                        | Jan Sommer (SUI)           | 92è                        |
| 166                        | Nickolas Zukowsky (CAN)    | 72è                        |

| Bike Aid BAI | Bike Aid BAI          | Bike Aid BAI |
| ------------ | --------------------- | ------------ |
| Núm          | Ciclista              | Pos          |
| 171          | Vinzent Dorn (GER)    | 68è          |
| 172          | Antoine Berlin (MON)  | 41è          |
| 173          | Anton Lennemann (GER) | 104è         |
| 174          | Oliver Mattheis (GER) | 51è          |
| 175          | Anton Schiffer (GER)  | 39è          |
| 176          | Dawit Yemane (ERI)    | 65è          |

| Caja Rural-Seguros RGA CJR | Caja Rural-Seguros RGA CJR     | Caja Rural-Seguros RGA CJR |
| -------------------------- | ------------------------------ | -------------------------- |
| Núm                        | Ciclista                       | Pos                        |
| 181                        | Iúri Leitão (POR)              | DNF-3                      |
| 182                        | Orluis Aular Sanabria (VEN)    | 12è                        |
| 183                        | Abel Balderstone Roumens (ESP) | 36è                        |
| 184                        | Fernando Barceló Aragón (ESP)  | 31è                        |
| 185                        | Jefferson Cepeda (ECU)         | 14è                        |
| 186                        | Joel Nicolau Beltran (ESP)     | 46è                        |

| Lotto Kern-Haus PSD Bank LKH | Lotto Kern-Haus PSD Bank LKH | Lotto Kern-Haus PSD Bank LKH |
| ---------------------------- | ---------------------------- | ---------------------------- |
| Núm                          | Ciclista                     | Pos                          |
| 191                          | Joshua Huppertz (GER)        | 45è                          |
| 192                          | Leon Arenz (GER)             | 102è                         |
| 193                          | Nick Bangert (GER)           | 101è                         |
| 194                          | Mauro Brenner (GER)          | DNF-3                        |
| 195                          | Ben Felix Jochum (GER)       | 103è                         |
| 196                          | Fausto Penna (GER)           | 96è                          |